# Caiaque

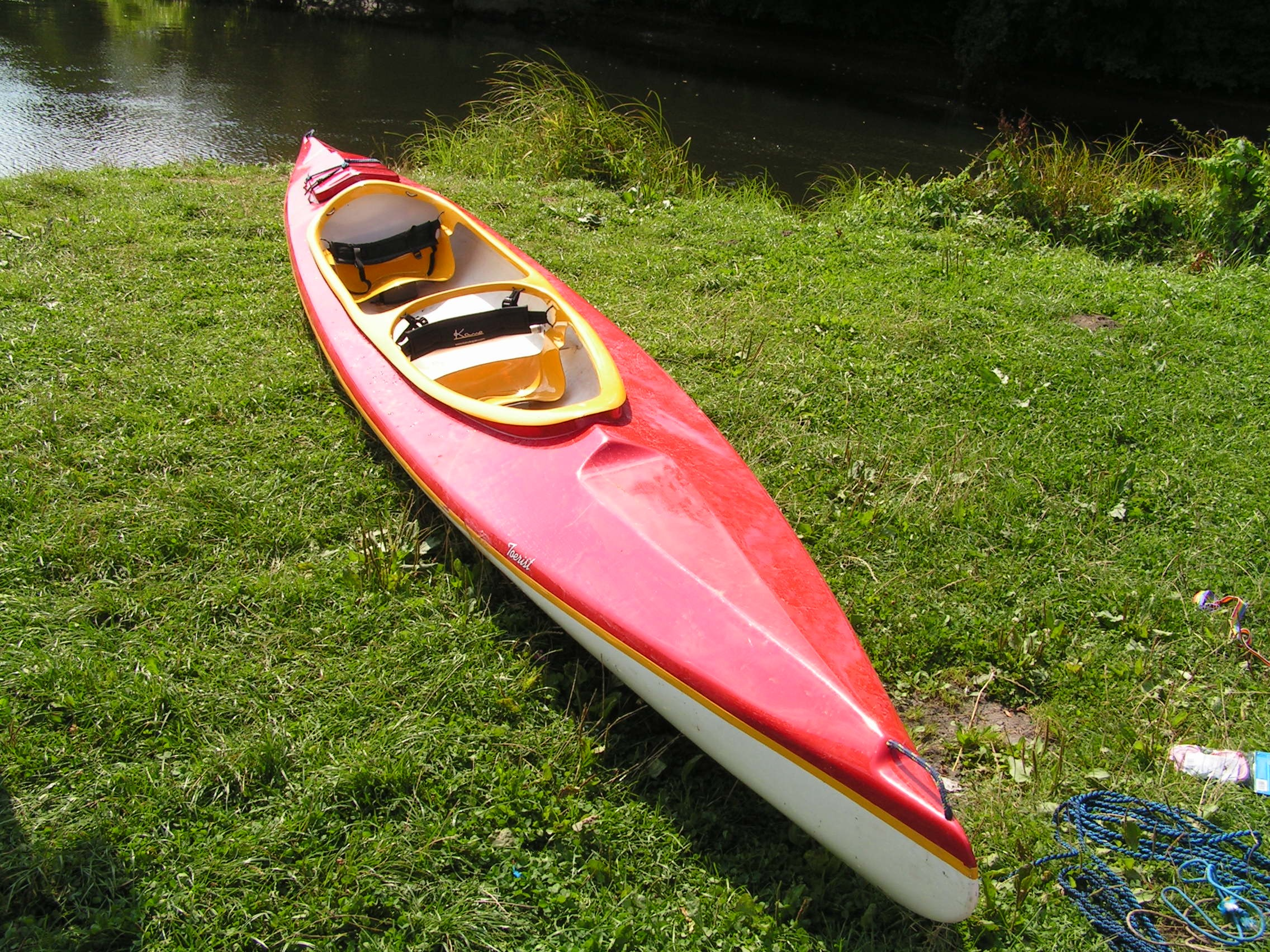
Um caiaque

O caiaque é uma pequena embarcação a remos utilizada para lazer, transporte e competições. Na vertente desportiva compreende várias modalidades como velocidade, slalom, adaptada, descida, maratona, oceânica, onda, pólo, rafting e rodeio
Esta embarcação começou a ficar famosa a partir da década de 1970, criada na Groenlândia
quando os programas de televisão começaram a divulgar os desportos radicais.
O caiaque nasceu na Groenlândia e existe desde tempos imemoriais, servindo de meio de pesca e trabalho aos esquimós. Caiaque significa na língua local “Barco de Caçador”, e seu uso era permitido exclusivamente aos homens, que empregavam ossos de baleia, peles e tripas de focas para a construção dessa curiosa embarcação.

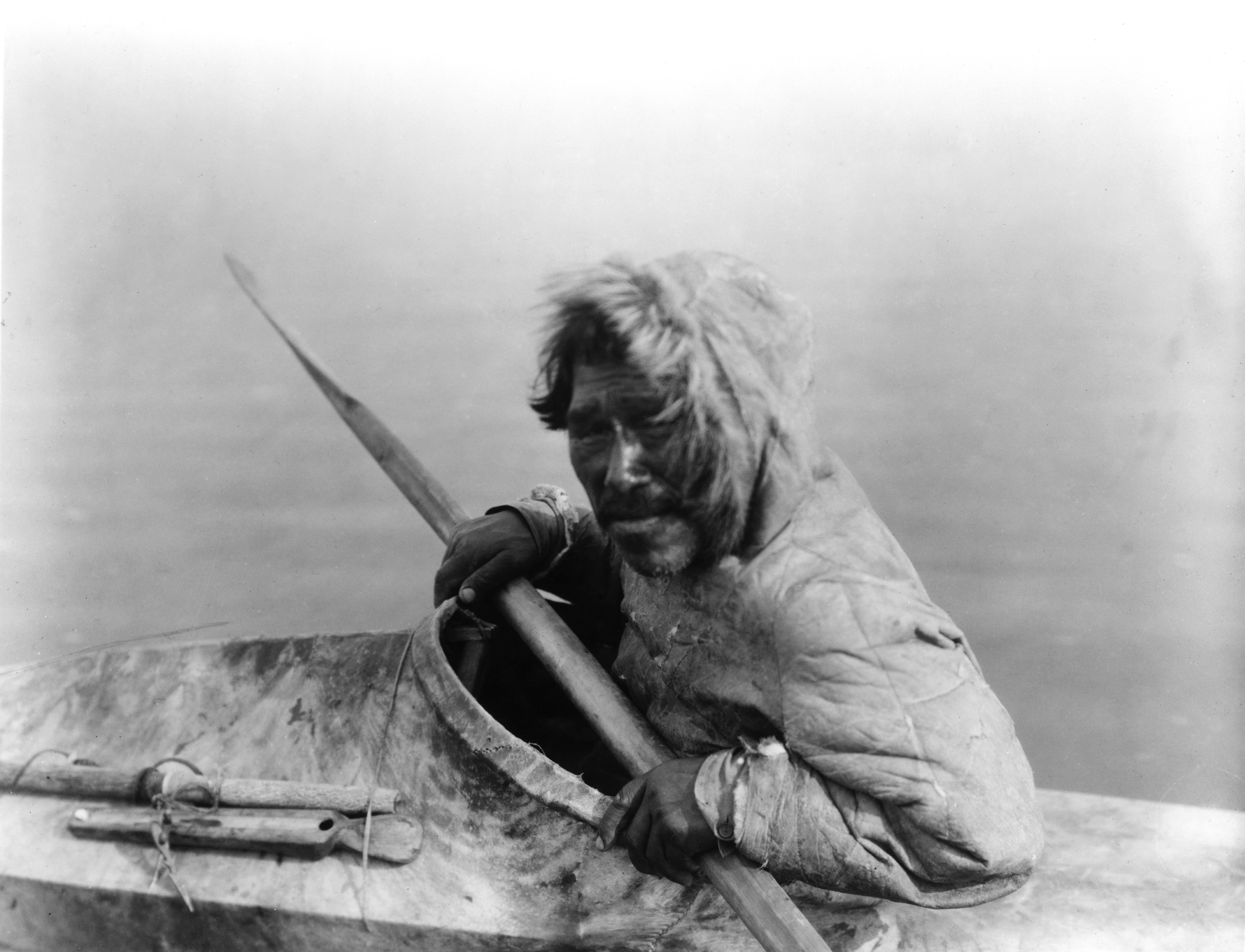
Homem inuíte (grupo esquimó) em caique em 1929

Os ossos flexíveis de baleia formavam a estrutura do engenho e nas costuras de pele do revestimento usavam-se as tripas de foca. A impermeabilização era obtida pela imersão do caiaque nas águas do mar, ocasionando o seu encharcamento.
Para mantê-lo imune à penetração da água, o recurso era muito simples: bastava imergi-lo sempre que não era usado, daí a se constatar que o fundo do mar foi a primeira “garagem” conhecida dos caiaques.
O material usado no início pelos esquimós eram as peles de animais; hoje em dia são utilizados fibra de vidro e plástico. Os caiaques de plástico são ideais para regatas ou "White water", pois têm grande resistência a impactos em pedras. O plástico utilizado normalmente é o polietileno de média densidade e são fabricados pelo processo da rotomoldagem.